# Rue Germaine-Poinso-Chapuis
La rue Germaine Poinso-Chapuis est une voie du 18e arrondissement de Paris, dans le quartier des Grandes-Carrières.

## Situation et accès
Située dans l'« îlot Huchard », elle débute 3, rue Jean-Varenne et se termine 4, rue Henri-Brisson.

## Origine du nom
Elle rend hommage à la députée et ministre Germaine Poinso-Chapuis (1901-1981). 

## Historique
Initialement dénommée « voie AX/18 » elle prend le nom de « rue Germaine Poinso-Chapuis » en mai 2017 après délibération du conseil de Paris,.